# Miguel Bover Pons
Miguel Bover Pons (* Palma de Mallorca, 14 de febrero de 1928 -  † Palma de Mallorca, 25 de enero de 1966) fue un ciclista español, profesional entre 1948 y 1962 cuyo mayor éxito profesional fue la victoria de etapa obtenida en el Tour de Francia de 1956. Es hijo del también ciclista Miguel Bover Salom.

## Palmarés
| 1949 - Trofeo Masferrer 1954 - Vencedor de una etapa en la Volta a Cataluña - Vencedor de una etapa en la Vuelta a Mallorca 1956 - 1 etapa en el Tour de Francia - Vuelta a Andalucía, más 3 etapas - G.P. Pascuas - Trofeo Jaumendreu - Vencedor de 2 etapas en la Bicicleta Vasca - Vencedor de una etapa en la Vuelta a Asturias - Vencedor de una etapa en la Vuelta a Mallorca 1957 - 1 etapa en la Vuelta a Andalucía - G.P. Martorell | 1958 - 1 etapa en el Giro de Cerdeña - 1 etapa en la Vuelta a Levante 1953 - Campeón de España de persecución 1954 - Campeón de España de persecución 1955 - Campeón de España de persecución 1962 - 1º en los Seis días de Madrid, con Miguel Poblet |